# Мирне (Криничанська селищна громада)
Ми́рне — село в Україні, у Криничанській селищній громаді Кам'янського району Дніпропетровської області.
Населення — 227 мешканців.

## Населення

### Мова
Розподіл населення за рідною мовою за даними перепису 2001 року:
| Мова       | Кількість | Відсоток |
| ---------- | --------- | -------- |
| українська | 216       | 95.15%   |
| російська  | 9         | 3.97%    |
| вірменська | 2         | 0.88%    |
| Усього     | 227       | 100%     |

## Географія
Село Мирне знаходиться за 3,5 км від лівого берега річки Базавлук, на відстані 0,5 км від села Дружба. По селу протікає пересихаючий струмок з загатою. Поруч проходить автомобільна дорога М04 (E50).